# جسيم رابط
الجسيم الرابط (بالإنجليزية: Desmosome)‏ أو الديزموسوم، (وتنطق /ˈdɛzməˌsoʊm/;) والمعروف أيضا باسم البقعة الملتصقة أو دسموسوم، هو بِنية خلوية متخصصة في التصاق الخلايا إلى بعضها. وهو نوع من المركبات الاتصالية، التي تشبه البقع المرتبة عشوائيا على جانبي الغشاء الخلوي من الخارج. تم اكتشاف الجسيم الرابط لأول مرة من قِبَل جوليو بيززوزيرو، أخصائي علم الأمراض الإيطالي، الذي سمى هذه العقيدات الكثيفة «عقد بيززوزيرو». وفي عام 1920، أطلق جوزيف شافر مصطلح «ديزموسوم» على ذلك الجسيم الرابط.
الجسيم الرابط هو واحد من أقوى أنواع التصاقات الخلايا إلى بعضها، ويوجد في الأنسجة التي تتعرض للإجهاد الميكانيكي الشديد، مثل أنسجة العضلات القلبية، وأنسجة المثانة، والغشاء المخاطي المعوي، والظهارة.

## التركيب
تتكون الجسيمات الرابطة من مجمعات خيوط وسيطة عبارة عن شبكة من بروتينات الكادهيرين، والبروتينات الرابطة، وخيوط كيراتينية وسيطة. يمكن تقسيم هذه المركبات إلى ثلاث مناطق: المنطقة الأساسية خارج الخلية أو الديسموغلين، والصفيحة الخارجية الكثيفة، والصفيحة الداخلية الكثيفة.
تبلغ المنطقة الأساسية خارج الخلية ما يقرب من 34 نانومتر في الطول، وتحتوي على ديزموغلين وديزموكولين، وهما من عائلة كادهيرين من بروتينات التصاق الخلايا، ولكل منهما خمسة مجالات خارج الخلية، وعناصر مرتبطة بالكالسيوم. ويساعد وجود الكالسيوم خارج الخلية على تشكيل التصاق الكادهيرين من خلال السماح لمجال الكادهرين خارج الخلية على الديسموجلين وديزموكولين أن يصبح صلبا.
وتبلغ الصفيحة الكثيفة الخارجية حوالي 15-20 نانومتر في الطول، وتحتوي على نهاية خلايا الديزموكولين والديزموجلين، والنهاية N من الديزموبلاكين، والبلاكوغلوبين والبلاكوفيلين. ويساعد البلاكوغلوبين والبلاكوفيلين على حماية الديزموبلاكين وخيوط الكراتين في هيكل الجسيم الرابط.
بينما تبلغ الصفيحة الداخلية الكثيفة حوالي 15-20 نانومتر في الطول، وتحتوي على النهاية C- للديزموبلاكين واتصالها بخيوط الكيراتين الوسيطة. الديزموبلاكين هو الجزء الأكثر وفرة في الجسيم الرابط، ويعمل كوسيط بين بروتينات كادهيرين في غشاء البلازما وخيوط الكيراتين. للديزموبلاكين اثنين من الأشكال الشبيهة له، التي تختلف في طول نطاق القضيب الأوسط. وجميع الديزموبلاكينات لديها رأس بنهاية N، وذيل C يتكون من ثلاثة تكرارات من البلاكين، ونطاق غني بمجال الغليسين والسيرين والأرجينين الغنية في النهاية C.

## الأمراض
الطفرات داخل الجسيم الرابط هي السبب الرئيسي لاعتلال عضلة القلب نتيجة اضطراب النظم القلبي للالبطين الأيمن، وهو مرض يهدد الحياة ينتج عن الطفرات في ديزموغلين 2، وفي ديزموكولين 2 في بعض الأحيان. وغالبا ما يصيب الرياضيين الذكور (على الرغم من أن لا يقتصر عليهم). وتقدر نسبة حدوثه الحالي بين السكان بحوالي 1 لكل 10,000، ولكن يعتقد أن 1/200 منهم قد يكون بسبب طفرة تساعد على حدوث الاعتلال القلبي. وتشمل أعراض اعتلال عضلة القلب نتيجة اضطراب النظم القلبي للبطين الأيمن: الإغماء، وضيق التنفس، وخفقان القلب، ويتم التعامل مع الحالة عن طريق زرع جهاز صغير مزيل للخفقان.
الأمراض التي تسبب فقاعات، مثل الفقاع الشائع، والفقاع القرطاسي هي أمراض المناعة الذاتية، التي تستهدف فيها الأجسام المضادة الذاتية الديسموغلينات. ويحدث مرض الفقاع الشائع بسبب تعميم الأجسام المضادة المناعية ج، التي تستهدف ديسموجلين 3 (Dsg3) وأحيانا ديسموجلين 1 (Dsg1). ومن أعراض المرض ظهور فقاعات أو بثور على الغشاء المخاطي وعلى طبقة البشرة. بينما مرضى الفقاع القرطاسي لديهم أجسام مضادة تستهدف ديسموجلين 1 مع بثور سطحية على البشرة فقط وليس الغشاء المخاطي. ويؤدي كلا المرضين إلى فقدان التصاق الخلايا الكيراتينية. كما يمكن أن يحدث مرض الفقاع بسبب عدوى بكتيرية، مثل عدوى القوباء الفقاعي التي تسببها بكتيريا المكورة العنقودية، التي تطلق سم يقسم مجال ديسموجلين 1.
وتحدث أعراض مماثلة مع مرض هيلي- هيلي، على الرغم من أن سببه ليس المناعة الذاتية ولكن سببه وراثيا. ويسبب القصور الفرداني في جين ATP2C1 الذي يقع على الكروموسوم 3 ويشفر البروتين HSPCA1، تشوه في الجسيمات الرابطة.
ويؤدي القصور الفرداني في ديسموغلين 1 إلى تقرن الجلد في راحة اليد والقدم، وهو مرض يسبب سماكة شديدة في البشرة، بينما يؤدي فقدان ديسموجلين 4 إلى تمايز بصيلات الشعر المعيبة.
انحلال البشرة الفقاعي البسيط هو مرض بثور البشرة الناجم عن طفرات في الجينات التي تشفر الكيراتين 5 و14، الذي يرتبط مع الديزموبلاكين، ومن أعراض ذلك المرض تمزق البشرة القاعدية عند التعرض للإجهاد. وتؤثر الحالات الخفيفة من هذه الحالة على اليدين والقدمين في حين أن الحالات الأكثر شدة يمكن أن تصيب الجسم كله. وتسبب الطفرات في بلاكوفيلين 1 خلل في تنسج الأديم الظاهر أو متلازمة هشاشة الجلد، ويتجلى ذلك من خلال انفصال الخيوط الوسيطة والديزموبلاكين من الجسيم الرابط.

## روابط خارجية
- Histo/practical/epithelium/hp1-13.html في موقع (MedEd) التابع لجامعة لويولا.
- صور نسيجية: 20502loa — نظام تعلم علم الأنسجة في جامعة بوسطن – "Ultrastructure of the Cell: microvillous border, Junctional Complex of absorptive epithelium"
- صور نسيجية: 20604loa — نظام تعلم علم الأنسجة في جامعة بوسطن – "Ultrastructure of the Cell: microvillous border and Junctional Complex, desmosomes and zonula adhaerens"
- صور نسيجية: 22502loa — نظام تعلم علم الأنسجة في جامعة بوسطن – "Ultrastructure of the Cell: cardiac muscle, intercalated disk"